# Fannie Hurst
Pour les articles homonymes, voir Hurst.
Fannie Hurst (19 octobre 1889 - 23 février 1968) est une romancière, nouvelliste, dramaturge américaine et une militante pour les droits des femmes et l'égalité des droits civiques des Afro-Américains. Amie d'Eleanor Roosevelt elle s'est impliquée dans la politique du New Deal, elle a siégé à la Women's National Housing Commission (« Commission nationale du logement des femmes ») de 1936 à 1937 ainsi qu'à la commission consultative de la Work Projects Administration de 1940 à 1941. Bien qu'oubliés de nos jours, ses livres ont connu le succès à leur parution, parmi lesquels Stardust (1919), Lummox (1923), A President is Born (1927), Back Street (1931), et Imitation of Life (1933). Plusieurs de ses romans et nouvelles ont été adaptés au cinéma.

## Biographie

### Jeunesse et formation
Fannie Hurst est née à Hamilton, Ohio dans la ferme de ses grands parents, est l’aînée des deux filles de Rose Koppel Hurst et de Samuel Hurst, tous les deux de confession juive et appartenant à la moyenne bourgeoisie. Sa sœur cadette, Edna, est emportée prématurément par la diphtérie. Elle passe ses vingt premières années à Saint-Louis, dans l'État du Missouri. Après ses études secondaires à la Central Visual and Performing Arts High School (en) de Saint Louis, elle est acceptée par l'université Washington de Saint-Louis où elle obtient le Bachelor of Arts (licence) en 1909,,,,.

### Carrière
De 1912 à 1935, Fannie Hurst travaille comme chroniqueuse littéraire.

### Vie privée
En 1915, elle épouse le pianiste Jacques S. Danielson , un Juif d'origine russe de New York, mais leur union ne sera annoncée que cinq ans plus tard,.

## Œuvres
Les œuvres de Fannie Hurst ont de nombreuses rééditions en anglais et ont été traduites en différentes langues : français, espagnol, hébreu, italien, etc. Pour les éditions en anglais, quand un numéro ISBN, figure, c'est celui de la dernière réédition, sans préjuger de rééditions ultérieures. Tant que se faire se peut, pour les œuvres accessibles en ligne ont été préférées les éditions originales. Quand il y a lieu, l'édition en français apparaît sous la référence du titre original anglais.

### Romans

#### Éditions originales
- Star-Dust : the Story of an American Girl, New York, Harper & Brothers, 2017 (réimpr. 2006, 2010, 2017) (1re éd. 1921), 470 p. (ISBN 9781374888142, OCLC 3831601, lire en ligne)
- Lummox, New York, Harper, 1er janvier 1923 (réimpr. 1926, 1931,1938, 1940, 1946, 1951, 1956, 1962, 1970,1989, 2005), 352 p. (ISBN 9781417901418, OCLC 24171184, lire en ligne)
- Mannequin, Grosset & Dunlap & Alfred A. Knopf, 1926, 312 p. (OCLC 918136221, lire en ligne)
- Appassionata, New York, Alfred Knopf, 1926, 320 p. (lire en ligne),
- Imitation of Life, New York, P.F. Collier & Son Corporation, 30 novembre 1932 (réimpr. 1943, 1946, 1959, 1974, 1990, 2004), 368 p. (ISBN 9780822333241, OCLC 285584, lire en ligne)
- Anitra's Dance, New York, Harper & Bros. (réimpr. 1974) (1re éd. 1934), 352 p. (ISBN 9781417984756, OCLC 285579, lire en ligne) * Fool Be Still, Garden City, New York, Doubleday & Company, 1964, 320 p. (OCLC 1444631, lire en ligne),
- Lonely Parade, New York, Harper & Brothers Publishers,, 1942, 361 p. (OCLC 2144477, lire en ligne),
- God Must Be Sad, Garden City, N.Y., Doubleday (réimpr. 1962, 1963) (1re éd. 1961), 298 p. (OCLC 1445056, lire en ligne),
- Fool Be Still, Garden City, état de New York, Doubleday & Company, 1964, 320 p. (OCLC 1444631, lire en ligne),

#### Éditions francophones
- Lummox [« Lummox »]  (trad. Marion Gilbert, préf. Denise Grégoire), Paris, France, La Nouvelle édition, 1946, 304 p. (OCLC 459484080),
- Lonely parade [« La parade solitaire »]  (trad. Nathalie Gara), Paris, France, Editions du Bâteau Ivre, coll. « Climats », 1948, 493 p. (OCLC 1400436041),

### Nouvelles et recueils de nouvelles
- Just Around the Corner : Romance en casserole, New York & London, Harper & Bros. (réimpr. 2012, 2020) (1re éd. 1914), 360 p. (ISBN 9798683351571, OCLC 561107922, lire en ligne),

- Humoresque : A Laugh on Life with a Tear Behind It  (ill. Wilson C. Dexter (), New York et Londres, Harper & Brothers, 1919 (réimpr. 1934, 1946, 2004, 2006, 2007, 2009, 2018), 65 p. (OCLC 1808622, lire en ligne),
- White Christmas, Garden City, Etat de New York, Doubleday, Doran and Co., 1942, 40 p. (OCLC 5208769, lire en ligne),

### Autobiographie
- Anatomy of Me: A Wonderer in Search of Herself (1958)

## Adaptations au cinéma
- Son roman Lummox a été adapté au cinéma sous le titre Lummox par Herbert Brenon en 1930.
- Back Street a été adapté par plusieurs réalisateurs, notamment John M. Stahl (1932), Robert Stevenson, et David Miller.
- Humoresque est une nouvelle adaptée au cinéma sous le titre Humoresque, film réalisé par Jean Negulesco, sorti en 1946 où le célèbre violoniste américain Isaac Stern double John Garfield dans les scènes où il joue du violon.
- Son roman Imitation of Life est adapté deux fois au cinéma  : Mirage de la vie (titre original Imitation of Life) est un film américain réalisé par Douglas Sirk et sorti en 1959, remake du film Images de la vie (Imitation of Life), réalisé par John M. Stahl et sorti en 1934.

## Archives
Les archives de Fanny Hurst sont déposées et consultables auprès de la bibliothèque Julian Edison de l'université Washington de Saint-Louis, à la New York Public Library et au Harry Ransom Center (en) de l'université du Texas à Austin.

## Pour approfondir

#### Notices dans des encyclopédies et manuels de références
- (en) Encyclopaedia Judaica Year Book, vol. 8., Jérusalem, Encyclopaedia Judaica, 1973, 800 p. (OCLC 15806252, lire en ligne), p. 611,
- (en) Lina Mainiero (dir.), American Women Writers : A Critical Reference Guide From Colonial Times To The Present, vol. 2. F-L, New York, Frederick Ungar, 1er août 1979, 583 p. (ISBN 9780804431514, lire en ligne), p. 361-363,
- (en) Langdon Lynne Faust (dir.), American Women Writers : A Critical Reference Guide From Colonial Times To The Present, New York, Frederick Ungar, 1er janvier 1988, 899 p. (ISBN 9780804431576, lire en ligne), p. 329-330,
- (en) Aruna Vasudevan (dir.), Twentieth Century Romance And Historical Writers, Detroit, Michigan, St. James Press, 1er juillet 1994, 899 p. (ISBN 9781558621800, lire en ligne), p. 335-336,
- (en) Cathy N. Davidson, Linda Wagner-Martin, Elizabeth Ammons, Trudier Harris, Ann Kibbey & Amy Ling (dir.), The Oxford Companion to Women's Writing in the United States, New York, Oxford University Press, USA, 5 janvier 1995, 1021 p. (ISBN 9780195066081, lire en ligne), p. 408,
- (en) Pamela Kester-Shelton (dir.), Feminist Writers, Detroit, Michigan, St. James Press, 17 septembre 1996, 651 p. (ISBN 9781558622173, lire en ligne), p. 244-246,
- (en) Steven R. Serafin & Alfred Bendixen, Encyclopedia Of American Literature, New York, Continuum, 1999, 1309 p. (ISBN 9780826410528, lire en ligne), p. 559-560,
- (en) John A. Garraty (dir.), American National Biography : Dubuque-Fishbein. 7, vol. 11: Hofstadter - Jepson, New York, Oxford University Press, USA, 1er janvier 1999, 956 p. (ISBN 9780195127904, lire en ligne), p. 567-569. ,
- (en) Anne Commire et Deborah Klezmer, Women in World History : a Biographical Encyclopedia, vol. 7: Harr - I, Waterford, Connecticut, Yorkin Publications /  Gale Group, 12 mai 2000, 746 p. (ISBN 9780787640668, lire en ligne), p. 588-590,
- (en) Carol Kort, American Women Writers : A Biographical Dictionary, New York, Checkmark Books, 1er décembre 2000, 275 p. (ISBN 9780816044344, lire en ligne), p. 99-101.
- (en) Merriam Webster's Dictionary of American Writers, Springfield, Massachusetts, Merriam-Webster, 1er janvier 2001, 547 p. (ISBN 9780877790228, lire en ligne), p. 211,
- (en) Alfred Bendixen (dir.), The Continuum Encyclopedia of American Literature, New York, Bloomsbury Academic, 26 juin 2003, 1316 p. (ISBN 9780826415172, lire en ligne), p. 559-560,
- (en) Licia Morrow Calloway, Black Family (Dys)Function in Novels by Jessie Fauset, Nella Larsen, and Fannie Hurst, New York, Peter Lang Inc., juillet 2003, 182 p. (ISBN 9780820451596, lire en ligne), p. 111-137,
- (en) Susan Clair Imbarrato (dir.) et Carol Berkin, Encyclopedia of American Literature : Into the modern 1896-1945, vol. 3. Into the modern 1896-1945, New York, Facts on File, 1er février 2008, 427 p. (ISBN 9780816064762, lire en ligne), p. 140,
- (en) Gloria L. Cronin & Alan Berger (dir.), Encyclopedia of Jewish-American Literature, New York, Facts on File, 1er avril 2009, 395 p. (ISBN 9780816060856), p. 132-133,

#### Articles
- (en-US) Virginia M. Burke, « Zora Neale Hurston and Fannie Hurst as they Saw Each Other », CLA Journal, vol. 20, no 4,‎ juin 1977, p. 435-447 (13 pages) (lire en ligne ),
- (en-US) Diane Lichtenstein, « Fannie Hurst and Her Nineteenth-Century Predecessors », Studies in American Jewish Literature (1981-), vol. 7, no 1,‎ printemps 1988, p. 26-39 (14 pages) (lire en ligne ),
- (en-US) Jane Caputi, « "Specifying" Fannie Hurst: Langston Hughes's "Limitations of Life," Zora Neale Hurston's Their Eyes were Watching God, and Toni Morrison's the Bluest Eye as "Answers" to Hurst's Imitation of Life », Black American Literature Forum, vol. 24, no 4,‎ hiver 1990, p. 697-716 (20 pages) (lire en ligne ),